# نجم زائف

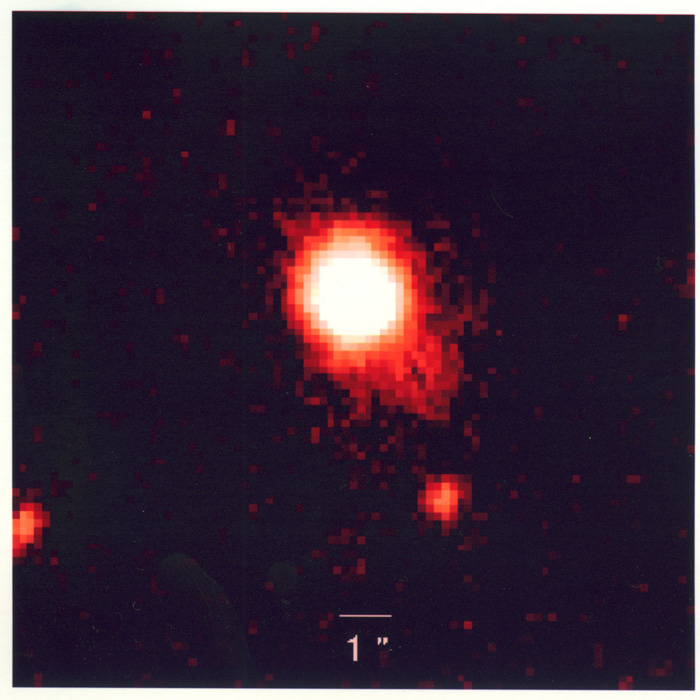
هذه الصورة المأخوذة بالأشعة تحت الحمراء تمثل صورة مزيفة الألوان لأحد أشد الكويزارات لمعانا المرصودة.

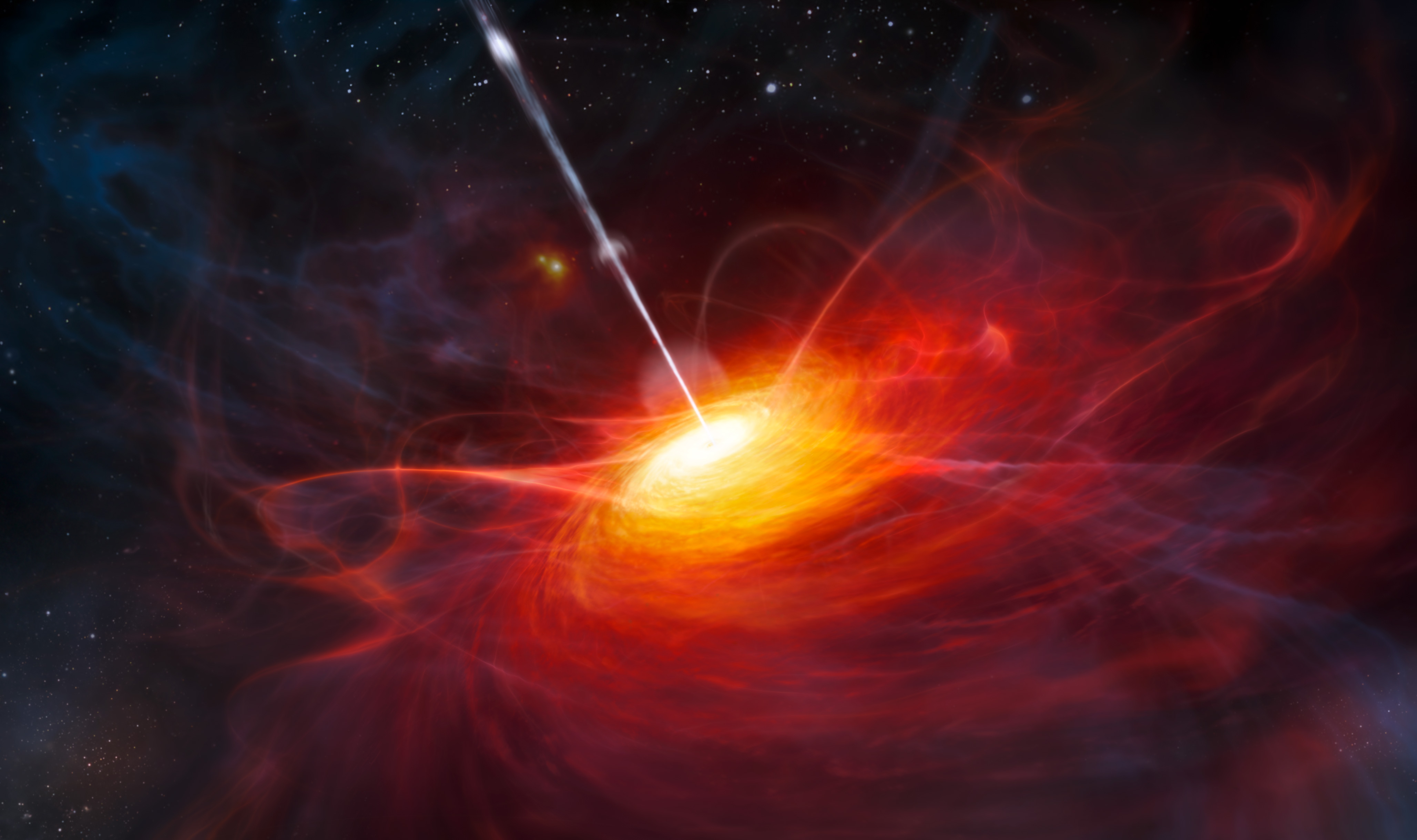
صورة تخيلية للنجم الزائف ULAS J1120+0641 في قلبه ثقب أسود يمده بالطاقة. تقدر كتلة الثقب الأسود بنحو 2 مليار كتلة شمسية. عن: ايسو/M. Kornmesser

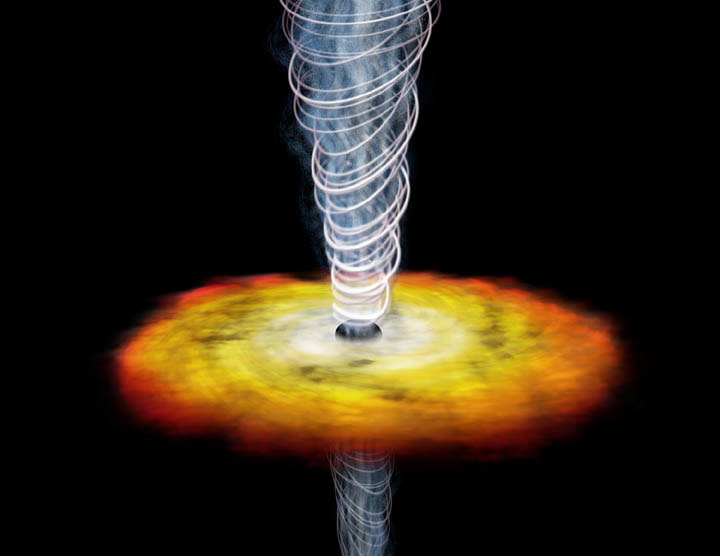
صورة فنية توضح مكونات النجم الزائف.

النجم الزائف أو شبه النجم (بالإنجليزية: Quasar)‏ هو المنطقة الغازية الساخنة المحيطة مباشرة بثقب أسود هائل تصل درجة حرارتها عدة مئات الألاف درجة مئوية وتبعث الضوء وأشعة أخرى
 — وهي مصدر راديوي فلكي. بهذه الصفات يكون الكويزار أكثر الأجرام الفلكية نشاطا وبُعدا عنا وهو من فئة النوى المجرية النشطة. اعتبرت الكويزرات في بداية اكتشافها على أنها مصادر طاقة كهرومغناطيسية شديدة بأنواعها المختلفة من أشعة إكس وأشعة جاما وأشعة راديوية، بما فيها الضوء المرئي. ولكن مع الوقت اتضح أن الكويزرات هي أنوية مجرات شديدة البعد عنا ولهذا لا يظهر منها سوى النواة التي تظهر «كنجم» و يتوسطها ثقب أسود فائق ؛ فهي تنتج طاقة بمستويات مساوية لناتج طاقة مئات من المجرات المتوسطة مجتمعة. يبدو الكويزار في المقاريب البصرية (التلسكوبات البصرية) كنجم باهت بسبب بعده الشديد، ويكون ذا انزياح أحمر عال جدا بسبب شدة بـُعده عن الأرض. من المتفق عليه في الأوساط العلمية أن هذا الانزياح الأحمر العالي يفسره قانون هابل وهو يعني ان الكويزار يكون بعيدا جدا عن الأرض، وعادة نرى أشعته بعد قطعها مسافات تقدر بنحو 9 مليارات سنة ضوئية أو أكثر. والسر في امكانية رؤيتها رغم بعدها الشديد يكمن في قدرتها الفائقة في إنتاج الطاقة التي تتمثل في أشعة كهرومغناطيسية مختلفة الترددات، مثل أشعة إكس وأشعة جاما وأشعة راديوية وأشعة ضوئية وغيرها، ولكنها حالما وصلتنا بعد تلك الرحلة الطويلة تصبح في عداد الأشعة الراديوية، ذلك لأن الترددات العالية تكون قصيرة الموجة (مثل أشعة إكس)، وهذه عندما تطول أطوال موجاتها تصبح موجات راديوي (أشعة راديوية).
الغازات المحيطة مباشرة بقلوب الكويزارات تبدو احجامها صغيرة نسبيا بالمقارنة بمقاييس مجرة، ولكنها ذات كثافة عالية جدا وساخنة جدا، إذ يجذبها ثقب أسود هائل في وسطها ليبتلعها. يبلغ قطر المنطقة الغازية (البلازما) ما بين 10 - 10,000 مرة من نصف قطر شفارتزشيلد (والذي يتحول كل ما هو أصغر منه لثقب أسود) وتبعث بكمية ضخمة من الطاقة أثناء امتصاص الثقب الأسود لها، فتبعث أشعة سينية وأشعة جاما وأشعة فوق البنفسجية وموجات راديوية وأشكال أخرى من الإشعاع الكهرومغناطيسي، قبل أن يتم ابتلاعها في الثقب الأسود.
الكوازار QSR J1819+3845 مثلا يتغير سطوعه حيث أنه مصدر لأشعة راديوية تنتقل في الوسط بين النجمي حتى تصلنا. تتغير شدة سطوعه بمقدر أربعة مرات أو أكثر خلال ساعات قليلة.
 وقد تبين أن تلك التغيرات في شدة سطوعه تعود إلى تشتت أشعته في الوسط بين النجمي. وعن طريق هذا الكوازار المذكور (نجم زائف يصدر أشعة راديوية) توصل العلماء إلى إثبات

دور تشتت الأشعة خلال الوسط بين النجمي وأنه السبب في تألقه الراديوي مما يجعل الأشعة تصل إلى الأرض بفارق زمني قصير بين مراصد على الأرض بعيدة عن بعضها (مثل مرصدين، أحدهما في الولايات المتحدة والآخر في هولندا).
والكويزارات قد تكون الأجسام الأغرب في الكون، في الصور تبدو مثل نجوم عادية لكن بالفحص نراها مضيئة جدا، وهي تكون الأجسام الأكثر بعدا المعروفة. وكثير من العلماء يعتبرونها بأنها على اطراف الكون، والجسم شبه النجمي هو المصطلح أو المسمى العام، ولكن الاسم مركب للتعبير عن «شبه نجم مُصدر لأشعة رادوية»، أو «مصدر شبه نجمي راديوي» حيث يشير إلى الكويزارات التي تكتشف عن طريق رصد أشعتها الراديوية.
هناك نوع من الإجماع العلمي أن الكويزارات تستمد طاقتها من ظهور مادة عند ثقوب سوداء فائقة الكتلة في نواة مجرات بعيدة، مُنتجة لهذه الأنماط اللماعة من الأجسام؛ هذه المجرات تعرف باسم المجرات النشطة. لا تـُعرف أي آلية أخرى لتفسير هذا الناتج الكبير من الطاقة مع تغير سريع في شدة لمعانه.
في عام 2017 نشر الباحثون العاملون مع الفيزيائي «إدواردو بانادوس» في مرصد عن اكتشافهم لنجم زائف ULAS J1342+0928 يبلغ إنزياحه نحو الأحمر z=7.54 عن طريق تسجيل موجاته الراديوية، وهو كوازار غادره الضوء بعد نشأة الكون بنحو 690 مليون سنة فقط. يوجد في هذا النجم الزائف المكتشف بأشعته الرادوية ثقب أسود فائق وهو أكثر الثقوب السوداء بعداً عنا اكتشف حتى الآن ؛ ومن المرجح أن كتلته تبلغ 800 مليون مرة أكبر من كتلة الشمس. يوجد الثقب الأسود (عادة) في قلب مجرة تحيطه غازات تدور في دوامة حوله أثناء سقوطها عليه، فترتفع درجة حرارتها إلى عدة مئات آلاف درجة مئوية، وتصيء أشد سطوعا أشد 10 مرات عن سطوع جميع النجوم الموجودة في مجرتنا ؛ هذا قبل أن يبتلعها الثقب الأسود.
 فهي بالفعل على حافة الكون.

## نظرة عامة
نشأ مصطلح «كويزار» "quasar" كأختصار الجملة ("quasi-stellar radio source" «مصدر راديو شبه نجمي»)، لأن الكويزارات حددت لأول مرة كمصدر لانبعاثات الموجات الراديوية. وفي الصور الفوتوغرافية ذات أطوال موجية مرئية يشبه النجم الزائف مجرد نقطة مضيئة، على الرغم من كونها مجرة كاملة ولكنها شديدة البعد عنا، فلا يظهر منها سوى قلب المجرة. وقد أظهرت صور النجوم الزائفة عالية الدقة، وخاصة من مرصد هابل الفضائي، أن النجوم الزائفة تشاهد في مراكز مجرات، وأن بعض المجرات التي تحتوي على نجم زائف تتفاعل مجريا بقوة أو تندمج مع بعضها البعض.
تـُظهر النجوم الزائفة انزياح نحو الأحمر عالي جدا، وهو بسبب بعدها الشديد عن الأرض علاوة على تأثير تمدد الكون، وتمدده بالتالي بين الكويزار والأرض موطن الكويزارات في قلوب المجرات النشطة والفتية. و من بين الأجرام الشديدة الإضائة المعروفة في الكون، تصدر الكويزارات طاقة و ضياء يعادل ما تصدره مجرة درب التبانة بألف مرة ؛ أي ما يعادل ترليون نجم، وذلك في منطقة أصغر من نظامنا الشمسي. وهي منطقة الحلقة الغازية الشديدة الحرارة التي تحيط مباشرة بثقب أسود. وقد استغرق تفسيرها عقدين من البحث والمشاهدة والدراسة لاستنتاج بأن مصدر هذا الضوء هو نشأة الطاقة الشديدة والضياء الشديد بسبب جذب الثقب الأسود الفائق للغازات والمادة التي تقبع في قلب مجرة من المجرات السحيقة. مصطلح الكويزار (quasar) اختصار لعبارة الجرم شبه النجمي (quasi-stellar object) وأكتشف لأول مرة عام 1960. وتكتشف بواسطة ما يصل إلينا منها من أشعة راديوية.

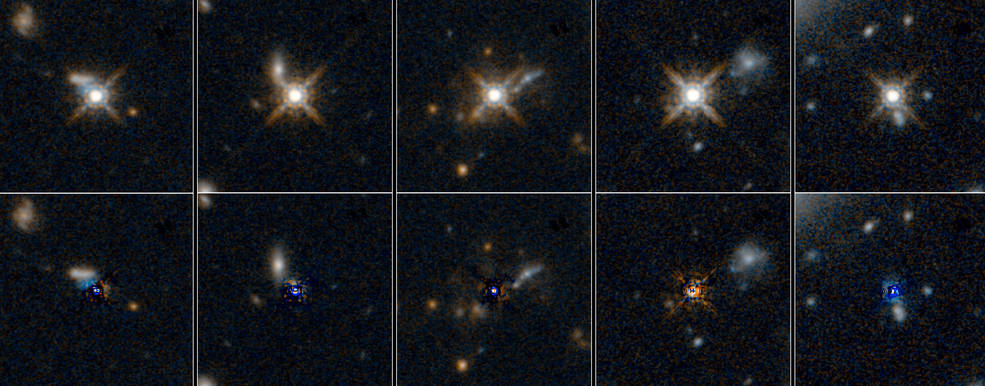
مرصد هابل يشاهد سنوات المراهقة للنجوم الزائفة

وقد استخدم الفلكيون رؤية مرصد هابل الفضائي بالأشعة تحت الحمراء للكشف عن سنوات التّشكل الأولى الغامضة وسنوات المراهقة للنجوم الزائفة، وقد كشفت صور هابل الدقيقة عن اصطدامات فوضوية للمجرات، والتي تزود الكويزارات بالوقود عن طريق تغذية الثقوب السوداء المركزية فائقة الكتلة بالغاز 

## مصدر طاقة الكويزار
يفسر الدفق الهائل من الطاقة الذي تنتجه الكويزارات من خلال مجموعة من العمليات، ومن جملة التفسيرات المقترحة:
1. الكويزارات هي أنواع من النجوم النابضة التي يدور لبّها الثقيل جداً بسرعة وترتبط بحقل مغناطيسي قوي.
2. الكويزارات تنشأ من اصطدامات متعددة لملايين النجوم المحتشدة بشكل كثيف في قلب مجرة ممزقة طبقاتها الخارجية كاشفةً عن طبقاتها الداخلية التي تصل حرارتها إلى ملايين الدرجات.
3. ثمة فكرة مشابهة هي أن الكويزارات عبارة عن مجرات تكون فيها النجوم محتشدة بكثافة بالغة تجعل انفجار مستعر أعظم منها يمزق الطبقات الخارجية لنجم آخر ويحوله إلى مستعر أعظم آخر منتجاً بذلك تفاعلاً نجمياً متسلسلاً.
4. الكويزارات تستمد طاقتها من الإفناء المتبادل والعنيف للمادة والمادة المضادة المحفوظتين بشكل ما داخل الكويزار حتى الآن.
5. الكويزار هو الطاقة المتحررة عند سقوط الغاز والغبار والنجوم في ثقب أسود بالغ الضخامة في قلب إحدى المجرات التي كانت نفسها قد تشكلت خلال عصور من تصادم واتحاد ثقوب سوداء أصغر.
6. الكويزارات هي «ثقوب بيضاء" أي الوجه الآخر للثقوب السوداء، حيث تظهر فيها المادة التي ابتلعها ثقب أسود في جزء أخر من الكون، أو حتى في أكوان أخرى.

## وصلات خارجية
- ألمع الكويزارات